# Maria do Carmo Medina
Maria do Carmo Medina (Lisboa, 7 de dezembro de 1925 - Lisboa, 10 de fevereiro de 2014) foi uma advogada, professora, jurista e defensora dos direitos humanos angolana
Nascida em Portugal, lutou pela independência de Angola, sendo, no pós-independência angolana, a primeira magistrada do país.
Na década de 1950 Medina migrou para Angola depois de não ter conseguido encontrar um emprego em Portugal, em função dos relatos caluniosos contra ela feitos pela polícia política portuguesa. Tornou-se cidadã angolana em 1976, um ano depois da independência do país.  

## Biografia
Medina nasceu em Lisboa e passou parte da sua infância aprendendo sobre as culturas e costumes nativos em cidades como Macau e Porto, onde ela terminou no Liceu em 1938. Ela matriculou-se então para estudar Direito em Lisboa no mesmo ano.  No seu primeiro ano na faculdade de direito, ela se juntou a um grupo minoritário de estudantes antifascistas e depois alinhou-se com um movimento de oposição que fazia campanha por eleições livres. A primeira vez que Medina foi convocada pela Polícia Internacional e de Defesa do Estado (PIDE) para um interrogatório, ainda era menor de idade. Quando ela se formou em 1948, ela foi incapaz de obter trabalho devido aos relatos negativos feitos contra ela pela polícia política portuguesa. 

### Carreira
Em abril de 1950, Medina saiu de Portugal para Angola, onde ela adquiriu um emprego como professora no Liceu Salvador Correia. Mais tarde, naquele ano, ela se habilitou a trabalhar como advogada no Tribunal da Relação de Luanda em Angola e tornou-se a primeira mulher a abrir firma legal em Angola.
No Tribunal da Relação, representou vários presos políticos angolanos, principalmente os implicados no Processo dos 50, e por isso era constantemente humilhada e tolhida em sua posição, sendo obrigada a apresentar seguidas petições e recursos administrativos às autoridades coloniais em Angola para defender os direitos de propriedade e de liberdades civis e políticas de seus clientes.
Ao lado de Maria Vahekeni e Maria Mambo Café foi uma das três mulheres na delegação do Movimento Popular de Libertação de Angola (MPLA) presente nas negociações com Portugal em janeiro de 1975 que culminaram com o Acordo do Alvor.
No processo da independência angolana, entre 1975 e 1976, sob coordenação de Diógenes Boavida e com apoio do jurista Antero de Abreu, foi designada a participar na redação das leis fundamentais do país, incluindo a Lei da Nacionalidade, além de regramentos jurídicos do direito civil, da família, do registro civil, do direito administrativo e da lei penal.
Entre novembro de 1975 e setembro de 1977, Medina serviu como Secretária para Assuntos Jurídicos da Presidência da República Popular de Angola. Em 1976, Medina adotou a nacionalidade angolana e foi nomeada como juíza do Tribunal da Relação de Luanda, tornando-se a primeira mulher a ocupar tal função.
Em 1982, passou a trabalhar também como assistente de pós-graduação na Faculdade de Direito da Universidade Agostinho Neto, lecionando sobre direito de família, e alcançando para a posição de professora em 1990.
Se tornou a vice-presidente do Tribunal Supremo de Angola em 1990.  Foi eleita presidente da Assembleia Geral da Associação dos Advogados Angolanos em 1990 e em 1995, e também eleita presidente da Associação Angolana das Mulheres de Carreiras Jurídicas. Medina aposentou-se da sua posição como juíza do Tribunal Supremo de Angola em 1997.

## Morte
Medina morreu de uma doença em Lisboa, no dia 10 de fevereiro de 2014, e foi enterrada no Cemitério do Alto das Cruzes em Luanda. 